# Arsène Millocheau
Pour les articles homonymes, voir Millochau.
Florentin Arsène Millochau, connu sous le nom d’Arsène Millocheau, est un coureur cycliste français né le 21 janvier 1867 à Champseru et mort dans le 11e arrondissement de Paris le 4 mai 1948.

## Biographie
Né le 21 janvier 1867 à Champseru dans le département d'Eure-et-Loir, Florentin Arsène Millochau (son nom est ainsi orthographié sur le registre d'état civil de Champseru et repris d'ailleurs sous cette forme par plusieurs sources,,) participe à nombre de courses cyclistes. Il possède d'autre part un atelier de réparation de cycles rue de Charonne à Paris dans lequel il travaille jusqu'à la fin de sa vie. Il meurt dans le 11e arrondissement de Paris le 4 mai 1948 à l'âge de 81 ans,.

## Carrière
En 1896, il se classe douzième de la course Bordeaux-Paris et dix-huitième de la première édition du Paris-Roubaix. En 1897, il obtient la cinquième place de Bordeaux-Paris
et la vingt-quatrième place de Paris-Roubaix.
Il participe au premier Tour de France, en 1903, à l'âge de 36 ans, ce qui fait de lui l'un des coureurs les plus âgés du peloton ; il termine 21e et « lanterne rouge » à 64 heures, 57 minutes et 8 secondes du premier Maurice Garin. À son arrivée à Paris, il n'a théoriquement droit à aucune prime en raison de sa moyenne insuffisante, 15 km/h contre les 20 km/h « attendus » par l'organisation. Toutefois, celle-ci décide tout de même de lui octroyer 5 francs par jour de course, soit 95 francs. Par ailleurs, Millocheau est le seul cette année-là, et donc le premier sur le Tour, à avoir utilisé une roue libre.
Il a également participé à la course longue distance Paris-Brest-Paris (1 200 kilomètres) en 1901 et surtout en 1921 à l'âge de 54 ans,. Il aurait également participé à l'édition 1891 sans toutefois parvenir à rallier l'arrivée.

## Hommage
Un an avant la mort d'Arsène Millocheau, le magazine sportif Miroir Sprint lui rend encore hommage dans ses colonnes en 1947.

## Sources
- « Les neuf Euréliens “Géants” qui ont fini un Tour de France », L'Écho républicain,‎ 18 juillet 2012 (lire en ligne)

- (en) Phil Liggett, Phil James et Sammarye Lewis, Tour De France For Dummies, John Wiley & Sons, 2011, 279 p. (ISBN 978-1-118-07010-9), p. 43

- (it) Paolo Facchinetti, Tour de France 1903 : la nascita della Grande Boucle, vol. 2, Ediciclo Editore, 2003, 176 p. (ISBN 978-88-85318-88-5), p. 43